# Lijst van gemeenten van Yucatán
De Mexicaanse deelstaat Yucatán bestaat uit 106 gemeenten.
| INEGI | Gemeente         | Inwoners | Oppervlakte | Hoofdplaats              | Inwoners |
| ----- | ---------------- | -------- | ----------- | ------------------------ | -------- |
| 001   | Abalá            | 6.550    | 292,7 km²   | Abalá                    | 1.890    |
| 002   | Acanceh          | 16.772   | 137,3 km²   | Acanceh                  | 11.917   |
| 003   | Akil             | 12.285   | 76,5 km²    | Akil                     | 10.176   |
| 004   | Baca             | 6.195    | 108,5 km²   | Baca                     | 4.553    |
| 005   | Bokobá           | 2.167    | 71,7 km²    | Bokobá                   | 2.052    |
| 006   | Buctzotz         | 9.159    | 654,3 km²   | Buctzotz                 | 7.515    |
| 007   | Cacalchén        | 7.490    | 101,5 km²   | Cacalchén                | 6.787    |
| 008   | Calotmul         | 3.949    | 290,7 km²   | Calotmul                 | 2.764    |
| 009   | Cansahcab        | 4.466    | 128,8 km²   | Cansahcab                | -        |
| 010   | Cantamayec       | 2.755    | 356,3 km²   | Cantamayec               | 1.695    |
| 011   | Celestún         | 8.389    | 596,9 km²   | Celestún                 | 6.810    |
| 012   | Cenotillo        | 3.736    | 542,5 km²   | Cenotillo                | 3.272    |
| 013   | Conkal           | 16.671   | 63,3 km²    | Conkal                   | 13.944   |
| 014   | Cuncunul         | 1.714    | 135,9 km²   | Cuncunul                 | 1.314    |
| 015   | Cuzamá           | 5.560    | 93,5 km²    | Cuzamá                   | 3.721    |
| 016   | Chacsinkín       | 3.104    | 114,7 km²   | Chacsinkín               | 2.555    |
| 017   | Chankom          | 4.686    | 443,5 km²   | Chankom                  | 685      |
| 018   | Chapab           | 3.385    | 169,4 km²   | Chapab                   | 2.555    |
| 019   | Chemax           | 38.934   | 1.398,5 km² | Chemax                   | 14.885   |
| 020   | Chicxulub Pueblo | 4.497    | 44,3 km²    | Chicxulub Pueblo         | 4.080    |
| 021   | Chichimilá       | 9.406    | 470,0 km²   | Chichimilá               | 5.528    |
| 022   | Chikindzonot     | 4.363    | 473,8 km²   | Chikindzonot             | 2.699    |
| 023   | Chocholá         | 4.863    | 292,9 km²   | Chocholá                 | 4.511    |
| 024   | Chumayel         | 3.244    | 83,8 km²    | Chumayel                 | 3.135    |
| 025   | Dzan             | 6.003    | 79,9 km²    | Dzan                     | 3.575    |
| 026   | Dzemul           | 3.622    | 174,1 km²   | Dzemul                   | 3.467    |
| 027   | Dzidzantún       | 8.345    | 207,5 km²   | Dzidzantún               | -        |
| 028   | Dzilam de Bravo  | 2.936    | 432,3 km²   | Dzilam de Bravo          | 2.374    |
| 029   | Dzilam González  | 6.240    | 506,5 km²   | Dzilam González          | -        |
| 030   | Dzitás           | 4.015    | 309,6 km²   | Dzitás                   | 2.879    |
| 031   | Dzoncauich       | 2.818    | 133,4 km²   | Dzoncauich               | 2.318    |
| 032   | Espita           | 16.779   | 735,3 km²   | Espita                   | 12.320   |
| 033   | Halachó          | 21.255   | 586,3 km²   | Halachó                  | 9.412    |
| 034   | Hocabá           | 6.514    | 94,9 km²    | Hocabá                   | 4.127    |
| 035   | Hoctún           | 6.384    | 120,7 km²   | Hoctún                   | 4.686    |
| 036   | Homún            | 8.090    | 199,8 km²   | Homún                    | 6.146    |
| 037   | Huhí             | 5.250    | 197,6 km²   | Huhí                     | 4.745    |
| 038   | Hunucmá          | 35.137   | 839,6 km²   | Hunucmá                  | 28.412   |
| 039   | Ixil             | 4.186    | 136,8 km²   | Ixil                     | 3.728    |
| 040   | Izamal           | 28.555   | 458,7 km²   | Izamal                   | 17.841   |
| 041   | Kanasín          | 141.939  | 106,3 km²   | Kanasín                  | 139.753  |
| 042   | Kantunil         | 5.553    | 199,7 km²   | Kantunil                 | 5.553    |
| 043   | Kaua             | 3.405    | 137,4 km²   | Kaua                     | 2.340    |
| 044   | Kinchil          | 7.530    | 355,8 km²   | Kinchil                  | 6.307    |
| 045   | Kopomá           | 2.677    | 157,7 km²   | Kopomá                   | 2.026    |
| 046   | Mama             | 3.296    | 100,4 km²   | Mama                     | 2.505    |
| 047   | Maní             | 5.968    | 126,8 km²   | Maní                     | 5.968    |
| 048   | Maxcanú          | 23.991   | 910,8 km²   | Maxcanú                  | 23.991   |
| 049   | Mayapán          | 3.965    | 93,6 km²    | Mayapán                  | 2.437    |
| 050   | Mérida           | 995.129  | 874,4 km²   | Mérida                   | 921.771  |
| 051   | Mocochá          | 3.430    | 47,2 km²    | Mocochá                  | 2.042    |
| 052   | Motul            | 37.804   | 320,6 km²   | Motul de Carrillo Puerto | 26.081   |
| 053   | Muna             | 13.494   | 397,3 km²   | Muna                     | 11.469   |
| 054   | Muxupip          | 2.990    | 71,6 km²    | Muxupip                  | 2.399    |
| 055   | Opichén          | 7.080    | 259,4 km²   | Opichén                  | 4.751    |
| 056   | Oxkutzcab        | 33.854   | 863,0 km²   | Oxkutzcab                | 26.175   |
| 057   | Panabá           | 7.766    | 665,3 km²   | Panabá                   | 5.232    |
| 058   | Peto             | 25.954   | 1.055,0 km² | Peto                     | 21.456   |
| 059   | Progreso         | 66.008   | 430,2 km²   | Progreso de Castro       | 41.965   |
| 060   | Quintana Roo     | 976      | 103,5 km²   | Quintana Roo             | 905      |
| 061   | Río Lagartos     | 3.974    | 337,6 km²   | Río Lagartos             | 2.218    |
| 062   | Sacalum          | 4.962    | 198,8 km²   | Sacalum                  | 3.721    |
| 063   | Samahil          | 5.631    | 160,6 km²   | Samahil                  | 2.826    |
| 064   | Sanahcat         | 1.701    | 26,2 km²    | Sanahcat                 | 1.619    |
| 065   | San Felipe       | 2.118    | 452,1 km²   | San Felipe               | 2.069    |
| 066   | Santa Elena      | 4.220    | 513,8 km²   | Santa Elena              | 3.456    |
| 067   | Seyé             | 10.053   | 178,1 km²   | Seyé                     | 8.369    |
| 068   | Sinanché         | 3.206    | 134,3 km²   | Sinanché                 | 2.563    |
| 069   | Sotuta           | 8.967    | 545,9 km²   | Sotuta                   | 5.548    |
| 070   | Sucilá           | 3.971    | 307,2 km²   | Sucilá                   | 3.785    |
| 071   | Sudzal           | 1.949    | 221,6 km²   | Sudzal                   | 1.261    |
| 072   | Suma             | 1.857    | 87,9 km²    | Suma                     | 1.847    |
| 073   | Tahdziú          | 5.854    | 241,4 km²   | Tahdziú                  | 3.742    |
| 074   | Tahmek           | 3.774    | 102,5 km²   | Tahmek                   | 3.493    |
| 075   | Teabo            | 6.921    | 224,6 km²   | Teabo                    | 6.115    |
| 076   | Tecoh            | 17.939   | 367,5 km²   | Tecoh                    | 10.017   |
| 077   | Tekal de Venegas | 2.683    | 199,6 km²   | Tekal de Venegas         | 2.652    |
| 078   | Tekantó          | 3.747    | 79,8 km²    | Tekantó                  | 3.105    |
| 079   | Tekax            | 45.062   | 2.768,4 km² | Tekax de Álvaro Obregón  | 28.461   |
| 080   | Tekit            | 11.020   | 281,0 km²   | Tekit                    | 11.020   |
| 081   | Tekom            | 3.355    | 273,1 km²   | Tekom                    | 2.540    |
| 082   | Telchac Pueblo   | 3.512    | 57,9 km²    | Telchac                  | 3.496    |
| 083   | Telchac Puerto   | 1.915    | 65,2 km²    | Telchac Puerto           | 1.913    |
| 084   | Temax            | 7.037    | 337,6 km²   | Temax                    | 6.239    |
| 085   | Temozón          | 16.680   | 706,6 km²   | Temozón                  | 6.553    |
| 086   | Tepakán          | 2.133    | 108,7 km²   | Tepakán                  | 2.064    |
| 087   | Tetiz            | 5.464    | 336,9 km²   | Tetiz                    | 3.939    |
| 088   | Teya             | 1.917    | 77,9 km²    | Teya                     | -        |
| 089   | Ticul            | 40.495   | 339,9 km²   | Ticul                    | 40.495   |
| 090   | Timucuy          | 7.503    | 134,6 km²   | Timucuy                  | 3.872    |
| 091   | Tinum            | 12.700   | 470,5 km²   | Tinum                    | 2.111    |
| 092   | Tixcacalcupul    | 7.888    | 502,4 km²   | Tixcacalcupul            | 3.492    |
| 093   | Tixkokob         | 18.420   | 172,3 km²   | Tixkokob                 | 10.968   |
| 094   | Tixméhuac        | 5.444    | 230,2 km²   | Tixméhuac                | -        |
| 095   | Tixpéhual        | 5.690    | 70,9 km²    | Tixpéhual                | 5.690    |
| 096   | Tizimín          | 80.672   | 3.884,8 km² | Tizimín                  | 52.593   |
| 097   | Tunkás           | 3.684    | 413,2 km²   | Tunkás                   | 2.828    |
| 098   | Tzucacab         | 15.346   | 765,6 km²   | Tzucacab                 | -        |
| 099   | Uayma            | 4.191    | 187,7 km²   | Uayma                    | 3.460    |
| 100   | Ucú              | 4.049    | 130,8 km²   | Ucú                      | 3.119    |
| 101   | Umán             | 69.147   | 354,1 km²   | Umán                     | 56.409   |
| 102   | Valladolid       | 85.460   | 1.078,2 km² | Valladolid               | 56.494   |
| 103   | Xocchel          | 3.451    | 110,8 km²   | Xocchel                  | 3.229    |
| 104   | Yaxcabá          | 16.350   | 1.474,2 km² | Yaxcabá                  | 3.007    |
| 105   | Yaxkukul         | 3.293    | 49,5 km²    | Yaxkukul                 | 2.825    |
| 106   | Yobaín           | 2.215    | 131,8 km²   | Yobaín                   | 1.820    |

| Detailkaart                         |
| ----------------------------------- |
|                                     |
| Ligging Yucatán binnen Mexico       |
|                                     |
| Gemeenten ingedeeld naar INEGI code |

Abalá · Acanceh · Akil · Baca · Bokobá · Buctzotz · Cacalchén · Calotmul · Cansahcab · Cantamayec · Celestún · Cenotillo · Conkal · Cuncunul · Cuzamá · Chacsinkín · Chankom · Chapab · Chemax · Chicxulub Pueblo · Chichimilá · Chikindzonot · Chocholá · Chumayel · Dzan · Dzemul · Dzidzantún · Dzilam de Bravo · Dzilam González · Dzitás · Dzoncauich · Espita · Halachó · Hocabá · Hoctún · Homún · Huhí · Hunucmá · Ixil · Izamal · Kanasín · Kantunil · Kaua · Kinchil · Kopomá · Mama · Maní · Maxcanú · Mayapán · Mérida · Mocochá · Motul · Muna · Muxupip · Opichén · Oxkutzcab · Panabá · Peto · Progreso · Quintana Roo · Río Lagartos · Sacalum · Samahil · Sanahcat · San Felipe · Santa Elena · Seyé · Sinanché · Sotuta · Sucilá · Sudzal · Suma · Tahdziú · Tahmek · Teabo · Tecoh · Tekal de Venegas · Tekantó · Tekax · Tekit · Tekom · Telchac Pueblo · Telchac Puerto · Temax · Temozón · Tepakán · Tetiz · Teya · Ticul · Timucuy · Tinúm · Tixcacalcupul · Tixkokob · Tixméhuac · Tixpéhual · Tizimín · Tunkás · Tzucacab · Uayma · Ucú · Umán · Valladolid · Xocchel · Yaxcabá · Yaxkukul · Yobaín